# Storumans kåtakyrka
Storumans kåtakyrka är en kyrkobyggnad som tillhör Stensele församling i Luleå stift. Kyrkan ligger vid Storumans campingplats i Storumans kommun.

## Kyrkobyggnaden
Träkyrkan är uppförd 1982 efter ritningar av arkitekt Torkel Sjöström. Byggnaden har formen av en kåta och ett tak klätt med mörkbrun träpanel. Under taket finns en låg betongvägg. Utanför kyrkan finns fristående klockstapel.
Kyrkorummet har ett golv av trä och väggar klädda med naturfärgad, liggande träpanel. Väggarna har triangulära fönsteröppningar som leder in dagsljus.

## Inventarier
- Ett elpiano.